# Reichssender Leipzig
"Рейхсендер Лейпциг" ("Reichssender Leipzig") — рейхсрадиостанция, вещавшая в 1924-1945 гг. Принадлежала Имперскому обществу радиовещания. Её программа звучала в землях Саксония, Тюрингия и Анхальт и округах Эрфурт и Мерзербург провинции Саксония, звучавшая на волне 382 метра.

## Программы
- Текущие новости, прогнозно погоды в 07.00 и 14.00-14.15,
- Текущие новости, короткие репортажи и прогноз погоды в 13.00-13.15 и 20.00-20.10;
- Текущие новости, репортажи и прогноз погоды в 22.10-22.30;
- Гимнастика в 06.00
- "Музик ам Нахмиттаг" в 16.00-16.50
- "Унтерхальтунгсконцерт" в 23.00- 00.00 [1]